# 田兴文
田兴文（1905年—2003年），佤名杰萨，又叫田老七，男，佤族，云南沧源县岩帅人，佤族部落、中华民国、中华人民共和国政治人物。其堂兄为沧源首任县长田兴武。

## 生平
1939年，沧源设治局第三任局长陈汝珍到岩帅地区以铲除大烟为名义进行勒索，激起民众抵抗，被班糯等地的村民砍死。1940年4月云南省第一行政督察区派兵问罪讨伐，时任岩帅头人田桑保外逃，田兴文遂与堂兄田兴武组织寨民重建家园。事后田兴武被岩帅寨民推举为头人，田兴文辅佐之。田兴文曾先后被国民党沧源设治局委任为岩帅区副区长、勐省乡乡长、岩帅镇镇长等职。1948年，受到中共地下党员李培伦的宣传，二田均对共产党有了正面认识。隔年2月，迆南边区人民自卫军第一支队政委王松在澜沧的木戛向田兴武发出公函，协议“和平解放”沧源，二田接受之。4月田兴文奉命率岩帅佤族武装赴缅宁接受改编，改编后部队番号为“迆南边区人民自卫军第一支队第十大队”，田兴文为大队长。1949年4月，沧源县临时人民政府在岩帅成立，缅宁专员公署任田兴武为临时人民政府县长。同年5月，田兴武率领第十大队和守备大队攻入勐董，活捉沧源设治局第十任局长雷树苍，临时人民政府取代设治局统治。8月，国民党专员彭肇模令耿马土司、镇康自卫队进攻沧源，田兴武和田兴文三次指挥击退国军，赢得沧源保卫战的胜利。1950年11月，沧源县临时人民政府成立军事科，田兴文被任命为军事科长。1951年2月，在普洱专区召开的第二次各族代表会议上，田兴文当选为普洱专区民族民主联合政府委员。4月24日，李弥的部下葛家壁率云南反共救国军攻入永和，5月县政府机关撤出沧源。5月14日国军攻入岩帅，田兴文与田兴武一道投靠反共救国军，6月2日被裹挟入缅甸，晚年在缅甸南帕冷定居。2003年10月逝世，终年98岁。

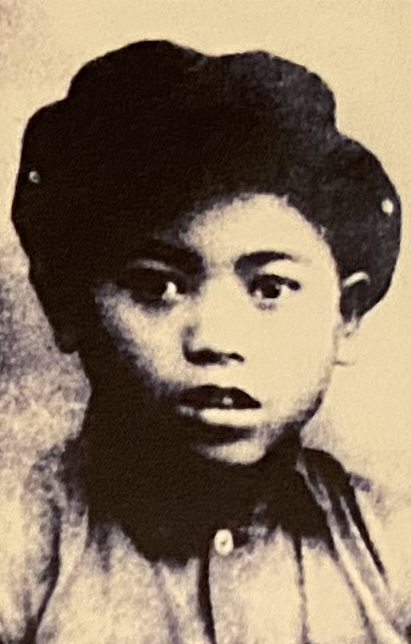
田兴文之子田子富

## 资料来源
1. ↑  《沧源佤族自治县志》, 646页
2. 1 2 3  《沧源佤族自治县志》, 929页
3. ↑  《沧源佤族自治县志》, 652页
4. ↑  罕贵娇; 常数; 杨宝康. . ein.ynnu.edu.cn. 佤族大辞典. 2013-01-02  [2017-12-13]. （原始内容存档于2017-12-14）.